# Lodi (piosenka)
Lodi – piosenka napisana przez Johna Fogerty'ego, nagrana przez jego zespół Creedence Clearwater Revival w roku 1969. Utwór został wydany na singlu w kwietniu tego samego roku, na stronie B małej płyty „Bad Moon Rising”, głównego singla promującego album grupy Green River.

## Listy przebojów
| Kraj              | Lista (1969)      | Pozycja |
| ----------------- | ----------------- | ------- |
| Stany Zjednoczone | Billboard Hot 100 | 52      |

## Inne wersje
Piosenka nagrywana była m.in. przez takich wykonawców jak:
- 1970 Tom Jones – album I (Who Have Nothing)[4]
- 1971 Bo Diddley – album Another Dimension[5]
- 2001 Smokie – album Uncovered Too[6][7]